# 野村控股
野村控股，東證1部：8604是日本一家金融控股公司，也是日本最大的投資銀行，為三和集團及企業親睦團體綠之會成員之一，總部位於東京著名的金融街日本橋。

## 沿革
- 1925年，大阪野村銀行分割旗下的證券部門，設立野村證券。
- 1946年，總部遷移至東京。
- 1961年，在東京證券交易所、大阪證券交易所及名古屋證券交易所上市。
- 1982年，成为首家在北京设立代表处的外资投行。
- 2001年，改組為控股公司，並同時將證券業務分割成立新的「野村證券」。
- 2007年2月，野村控股公司收購Instinet Inc.[2]。
- 2008年，收購因金融海嘯破產的雷曼兄弟在亞洲（韓國除外）、歐洲及中東的業務。[3]
- 2009年4月，野村控股全球投资银行总部由日本东京搬到英国伦敦。
- 2015年，與慶應義塾大學合作，共同設立風險投資公司「株式會社慶應創新方案」。[4]
- 2019年3月，作为控股股东，联合东方国际集团和上海黄浦投资控股集团在上海设立野村东方国际证券。[5]
- 2019年12月12日，野村控股收購美國投資銀行Greentech Capital Advisors。交易預計於明年3月底完成。

## 曾發行的基金

### 野村亞洲股票基金
Nomura Selection Fund - Asia Equities，除牌當時為0936.HK，業務投資亞洲股票交易所上市之證券。本公司之資產主要投資於股票及與股票相關之工具。而在1998年11月2日退出香港股市。曾是香港封閉式基金。
由野村資產管理香港有限公司管理。

### 野村雅加達基金
Nomura Jakarta Fund，(港交所除牌當時為0865.HK)，業務投資印尼雅加達交易所上市之證券。本公司之資產主要投資於股票及與股票相關之工具。而在1999年7月26日退出香港股市。在1999年7月初在股東特別大會通過退出香港股市，同時已清盤。原因為未能符合交易所條例，加上交易買賣情況欠缺成交。
由野村資產管理香港有限公司管理。

## 關係企業
- 野村證券
- 野村信託銀行（日语：野村信託銀行）
- 野村資產管理（日语：野村アセットマネジメント）
- 野村綜合研究所

## 外部連結
- 野村控股 （页面存档备份，存于）
- 野村投資理財網 （页面存档备份，存于）